# Madame Butterfly
Pour les articles homonymes, voir Butterfly.
Représentations notables
- 28 mai 1904 : 2e première (remaniée) au Teatro Grande, Brescia
- 2 juillet 1904 : 1re représentation à l'étranger, au Teatro de la Ópera, Buenos Aires
- 10 juillet 1905 : 3e version au Royal Opera House, Londres
- 12 mai 1906 : 1re traduction en hongrois, Opéra royal, Budapest
- 15 octobre 1906 : 1re traduction en anglais, Columbia Theater (Washington, D.C.) (en)
- 28 décembre 1906 : 4e version, traduite en français, Opéra-Comique, Paris
- 11 février 1907 : entrée au répertoire du Met, New York
- 4 août 1907 : 1re traduction en espagnol, Teatro del Bosc, Barcelone
- 31 octobre 1907 : entrée au répertoire, en allemand, de la Wiener Hofoper, Vienne
- 9 décembre 1920 : 5e version, la dernière du vivant du compositeur, Teatro Carcano, Milan
- 29 novembre 1925 : 1re reprise à la Scala après la mort de Puccini dirigée par Toscanini

Personnages
- Cio-Cio-San dite « Madame Butterfly » (soprano)
- Suzuki, sa servante (mezzo-soprano)
- Benjamin Franklin Pinkerton, lieutenant de la marine des États-Unis d'Amérique (ténor)
- Sharpless, consul des États-Unis d'Amérique à Nagasaki (baryton)

Airs
- Duo Pinkerton/Sharpless « Dovunque al mondo » - Acte I
- Ensemble « Ecco! Son giunte » (Butterfly et ses amies) - Acte I
- Duo Butterfly/Pinkerton « Viene la sera » - Acte I
- Air de Butterfly « Un bel dì, vedremo » - Acte II
- Air de Butterfly « Che tua madre dovrà » - Acte II
- Chœur à bouche fermée - Acte II
- Duo Pinkerton/Sharpless « Addio, fiorito asil » - Acte III
- Air final de Butterfly « Con onor muore » - Acte III

Madame Butterfly (titre original en italien : Madama Butterfly, prononcé : [maˈdaːma ˈbatterflai]) est un opéra italien de Giacomo Puccini, sur un livret de Luigi Illica et de Giuseppe Giacosa, représenté pour la première fois le 17 février 1904 à la Scala de Milan. L'opéra est qualifié de « tragedia giapponese in due atti » (tragédie japonaise en deux actes) dans la partition autographe, mais entre 1906 et 2016, il a été représenté le plus souvent dans une version révisée en trois actes, en scindant l'acte II en deux parties plus courtes. L'œuvre est dédiée à Hélène de Monténégro, reine d'Italie. Faisant partie du grand répertoire, il s'agit selon Operabase du septième opéra le plus joué au monde pour la saison 2021-2022.

## Genèse

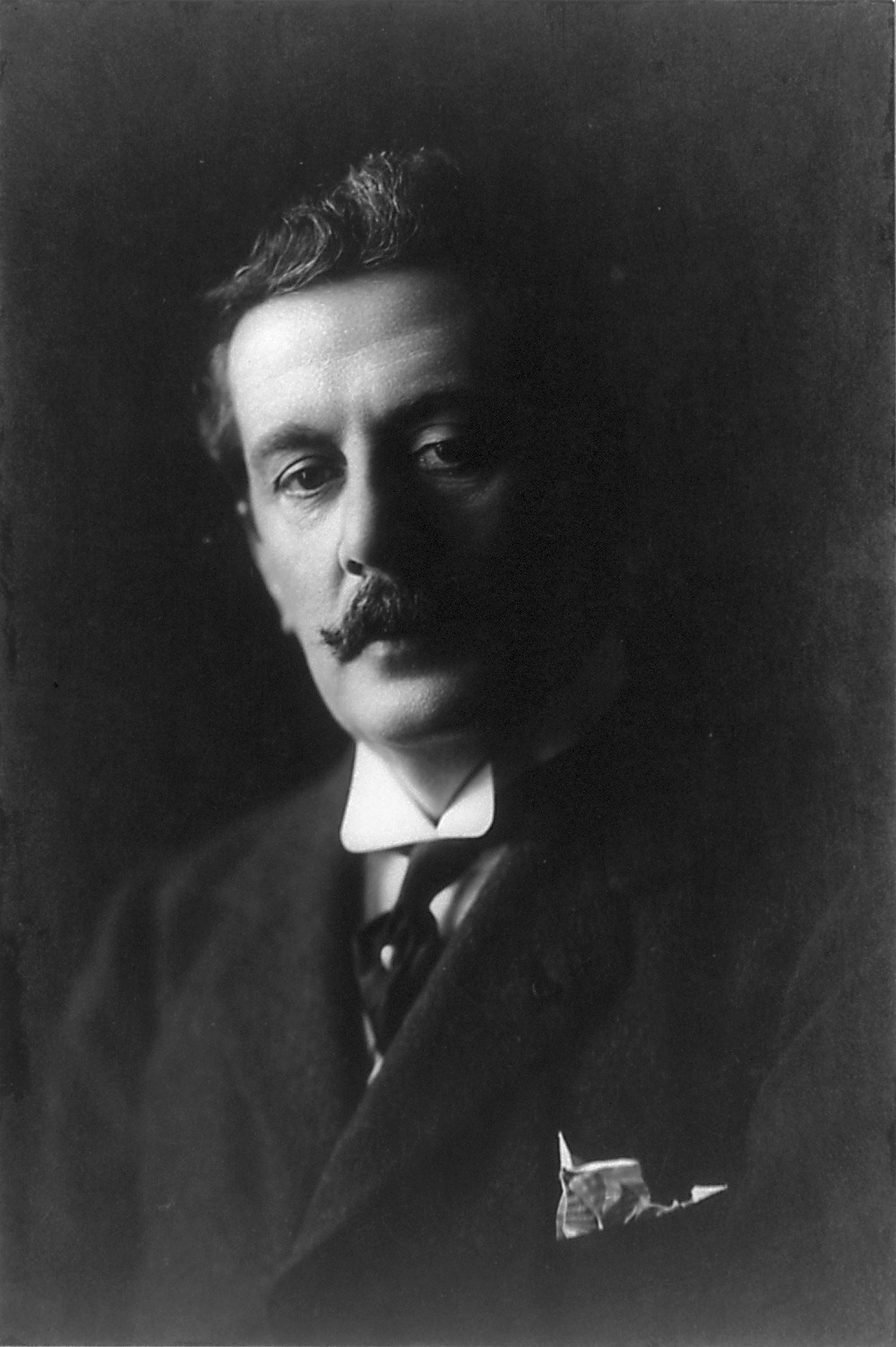
Puccini vers 1900.

Giacomo Puccini assiste, le 5 mars 1900, pour le compte du New York Herald, à la première de la pièce de David Belasco, Madame Butterfly (en) au Herald Square Theatre de Broadway à New York, où Blanche Bates jouait le rôle titre.
La pièce à succès de Belasco est inspirée d'une histoire de l'écrivain John Luther Long (1898). L'histoire était parvenue à Long par le biais de sa sœur, Jennie Correll, qui avait habité entre 1892 et 1894 à Nagasaki, avec son mari missionnaire, et qui avait alors connu à cette occasion une jeune fille de maison de thé, appelée Chō-san, ou Miss Butterfly, qui aurait été séduite par un officier américain, William B. Franklin, de l'USS Lancaster.
Francis Nielsen, régisseur de Covent Garden, qui organisait alors les répétitions de la création anglaise de Tosca, après avoir vu la pièce à Londres aurait demandé à Puccini de quitter Milan pour venir voir cette pièce qui, dans ses mains, pourrait devenir un opéra à succès. Il semble cependant que Puccini était déjà sur place pour pouvoir assister à la représentation de la première de Tosca à Londres. Le 21 juin 1900 au Duke of York's Theatre (en) de Londres, Puccini voit donc à nouveau la pièce et veut en acheter les droits sur-le-champ, bien qu'il ne parle pas anglais. Après d’âpres négociations, le contrat n'est signé que le 1er avril 1901 et les librettistes Luigi Illica et Giuseppe Giacosa, réunis pour la dernière fois, peuvent commencer à se mettre à l'œuvre.
En plein japonisme, le thème de la geisha épousant un Américain de passage rappelle bien sûr Madame Chrysanthème de Pierre Loti, qui a d’ailleurs été adapté à l’opéra en 1893 par André Messager. Mais la ressemblance reste superficielle, comme l'est également celle avec Iris (1898), le précédent opéra japonisant de Pietro Mascagni. Alors que Madame Chrysanthème est une geisha cynique et vénale, qui compte son argent au départ du marin, la trop jeune Butterfly tombe passionnément amoureuse de Pinkerton, un officier de l'United States Navy, au point de sacrifier les conventions sociales et de renier sa famille et sa religion ancestrale. Et Pinkerton, cynique, raciste et lâche dans la version originale, éprouvera des remords tardifs à la mort de Butterfly, ce qui reste inhabituel pour les marins de passage.
Puccini commence la composition dès le 20 novembre 1900, ayant décidé que ce serait le sujet de son futur opéra, en écartant tout autre projet, alors que le contrat avec Belasco n'est pas encore signé. Selon la correspondance échangée avec Illica, le livret, remanié en deux actes avec unité de lieu, est achevé le 29 novembre 1902 et Puccini commence à orchestrer le premier acte. « Le livret est fini [...] c'est une réussite splendide. Maintenant l'action se déroule sans heurt, logiquement, un vrai plaisir. Cet acte au consulat gâchait tout ! » Seul un grave accident de voiture le 25 février 1903, où Puccini est gravement touché tandis qu'il souffre de diabète, retardera un temps cette composition, avec une convalescence de huit mois en fauteuil roulant. La composition est terminée le 27 décembre 1903.

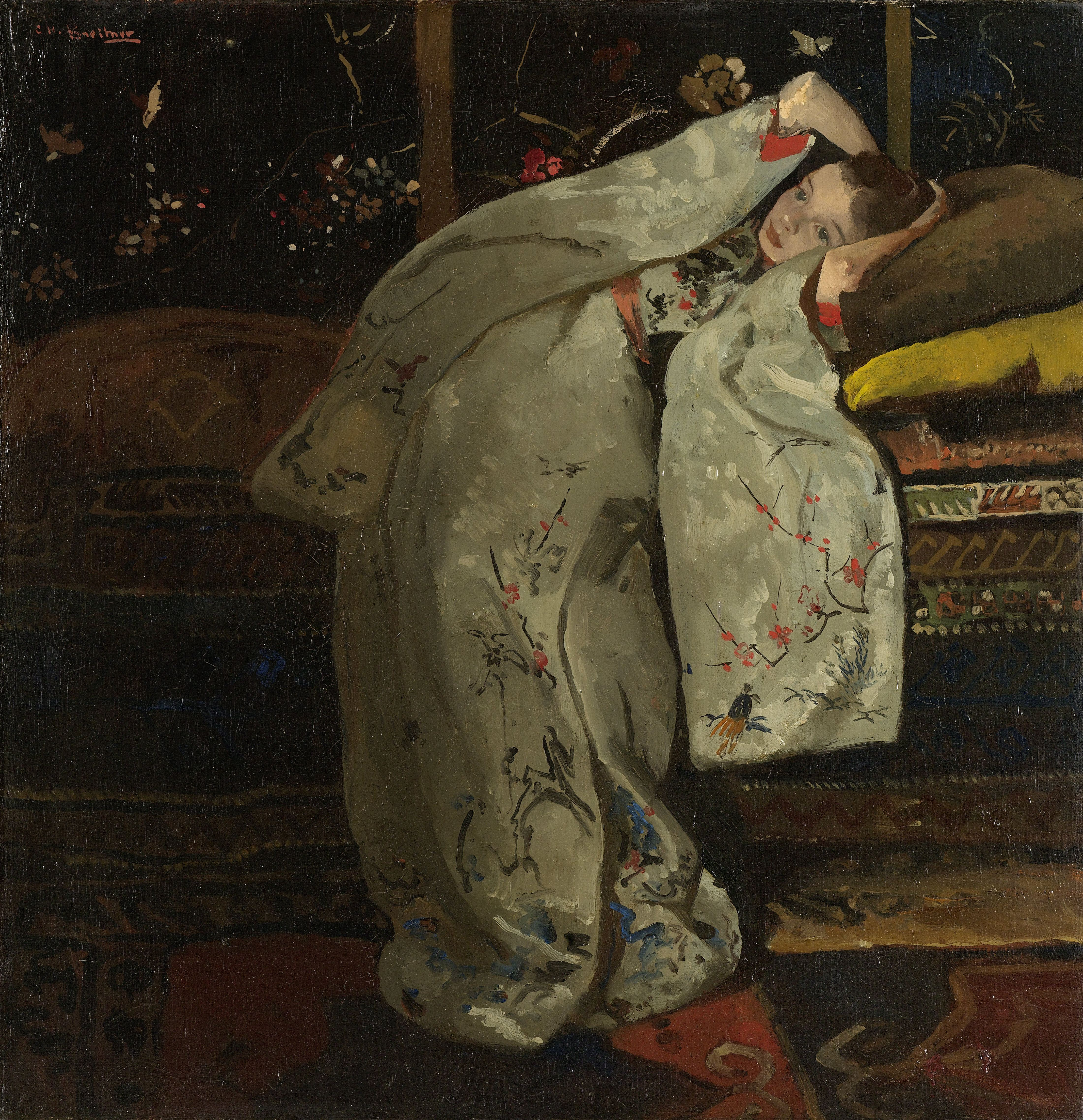
Fille en kimono blanc (1894) de George Hendrik Breitner.

Puccini enquête sur les us et coutumes japonais et s'imprègne de la musique et du rythme nippons. Il va même jusqu'à rencontrer la femme de l'ambassadeur du Japon en Italie ou encore la danseuse Sada Yacco. À ceux qui lui reprochent de n'avoir jamais visité le Japon, il réplique que « les drames humains sont universels » et il poursuit avec frénésie la recherche de documentation sur ce pays lointain, y compris par une photo de la rade de Nagasaki que lui fournit Giulio Ricordi ou par un kimono que lui procure Illica. Il écrit justement à ce dernier en 1902 : « Désormais, je suis embarqué au Japon et je ferai de mon mieux pour le restituer. » Demeurent de nombreuses imprécisions dans la transcription de la langue ou de mauvaises interprétations des usages japonais de l'ère Meiji, qui seront rectifiées dans une production japonaise de 2003.
Le titre de l'opéra initialement retenu, Butterfly tout court, devient le 15 février 1904, par acte notarié, « Madama Butterfly », deux jours seulement avant la première.

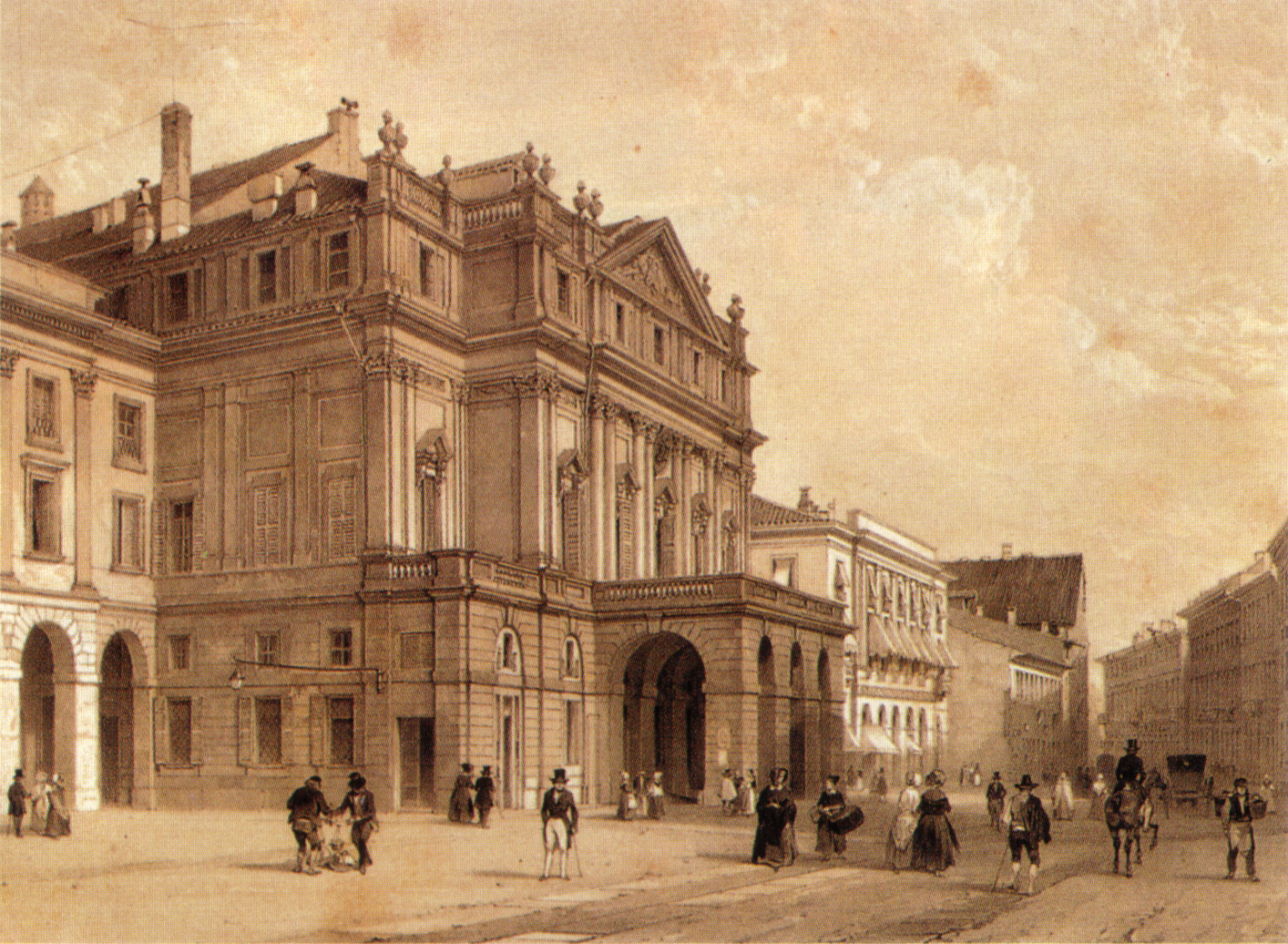
La Scala, quelques années avant la création de Butterfly.

## Échec de la création
Après les succès retentissants de La Bohème (1896) et de Tosca (1900), Puccini s’attendait à un accueil favorable. Mais la première représentation le 17 février 1904 à la Scala de Milan est un fiasco qui fera date, les sifflets et moqueries ayant commencé dès le lever de rideau. De minutieuses répétitions avaient pourtant été dirigées par l'éminent maestro Cleofonte Campanini (it), avec une distribution incluant la soprano Rosina Storchio dans le rôle de Cio-Cio-San, le ténor Giovanni Zenatello dans celui de Pinkerton, le baryton Giuseppe De Luca dans le rôle de Sharpless et la mezzo-soprano Giuseppina Gianonia dans celui de Suzuki. Sous la régie de Tito II Ricordi, la mise en scène avait été confiée à Adolfo Hohenstein, qui dessine l'affiche de 1904, les décors à Lucien Jusseaume, Vittorio Rota et Carlo Songa, les costumes à Giuseppe Palanti.
Malheureusement, selon l'éditeur Ricordi, « le spectacle donné par la salle semblait aussi bien organisé que celui présenté en scène puisqu'il commença en même temps. » On ne sait si la création fut sabotée par l'éditeur rival de Ricordi, Sonzogno, ou par une claque soutenant Pietro Mascagni, « Et on peut comprendre même la première, injuste, réaction du public milanais qui ne vit dans cet opéra seulement qu'une réplique de La Bohème », avec moins de fraîcheur. Le pire moment survient sans doute lorsque des chants d'oiseaux, simulés lors de l'intermezzo, donnent aux spectateurs l'idée d'imiter une basse-cour au grand complet. Puccini réagit et parle d'un « vrai lynchage ». Il défie l'audience : « Plus fort ! C'est moi qui ai raison ! Vous verrez bien ! C'est le plus grand opéra que j'aie jamais écrit. ». Effarés, Illica et Giacosa et son éditeur, la Casa Ricordi, exigent le retrait immédiat de l'opéra de l'affiche, après une seule représentation, afin de soumettre l'œuvre à une révision approfondie. Puccini doit rembourser sur-le-champ 20 000 lires de frais au théâtre milanais. Malgré le futur succès de l'œuvre, Puccini n'acceptera jamais que l'opéra soit joué à la Scala de son vivant.

## Versions successives et remaniements
L’opéra paraissait-il trop long et son découpage en deux actes rompait-il avec les habitudes de l’art lyrique italien ? Bien que réticent, le compositeur souhaitait pourtant clairement un opéra ramassé et percutant, ce qui était alors un geste radical et précurseur,. Le 16 novembre 1902, il avait écrit à Illica : 

« L'opéra doit être en deux actes […] Absolument, j'en suis convaincu, et ainsi, l'œuvre d'art apparaîtra telle à faire grande impression. Pas d'“entr'acte” [en français] et arriver à la fin en tenant cloué sur son fauteuil pendant une heure et demie le public ! C'est énorme, mais c'est la vie de cet opéra. »

Toujours est-il que Puccini en tire les leçons : il remanie l’opéra et le réorganise en trois actes « mieux équilibrés ». Il supprime aussi quelques mélodies et, en tout, plus d'un millier de mesures : notamment, lors de la signature de l'acte de mariage, la chanson à boire de l'oncle Yakusidé (« À l'ombre d'un kaki sur le Nunki-Nunko-Yama »). D'autre part, il adoucit le rôle de Pinkerton avec l'insertion du nouvel air « Addio, fiorito asil ». Un des principaux changements intervenus serait la ligne vocale de l'air final du suicide de Butterfly, mais il est possible que ce changement ait déjà été effectué avant la première. La partition et les effets de mise en scène, notamment la durée de la présence du rôle muet sur scène, seront encore révisés par Puccini dans de multiples versions de l'œuvre jusqu'en 1907, date de la publication d'une version considérée comme « définitive », la plus jouée aujourd'hui, par la casa Ricordi. Bien que les musicologues aient souvent considéré l'existence établie de quatre versions bien définies, entre 1904 et 1907, en se basant notamment sur la bibliographie de Cecil Hopkinson, les recherches plus récentes de Dieter Schickling tendent à prouver que Puccini, étant toujours insatisfait de son travail, retouche constamment ses opéras, et surtout Madame Butterfly (nombre d'actes, dramaturgie, didascalies, etc.). Schickling montre par ailleurs qu’il n’est pas pertinent d’opposer une version originelle, celle de la Scala, à une version remaniée lors de la seconde « première » de Brescia : il évoque plutôt à ce sujet un véritable opus in fieri, changeant d'un cycle à l'autre, chaque représentation devenant pour le compositeur une nouvelle expérience, dramaturgique et musicale.

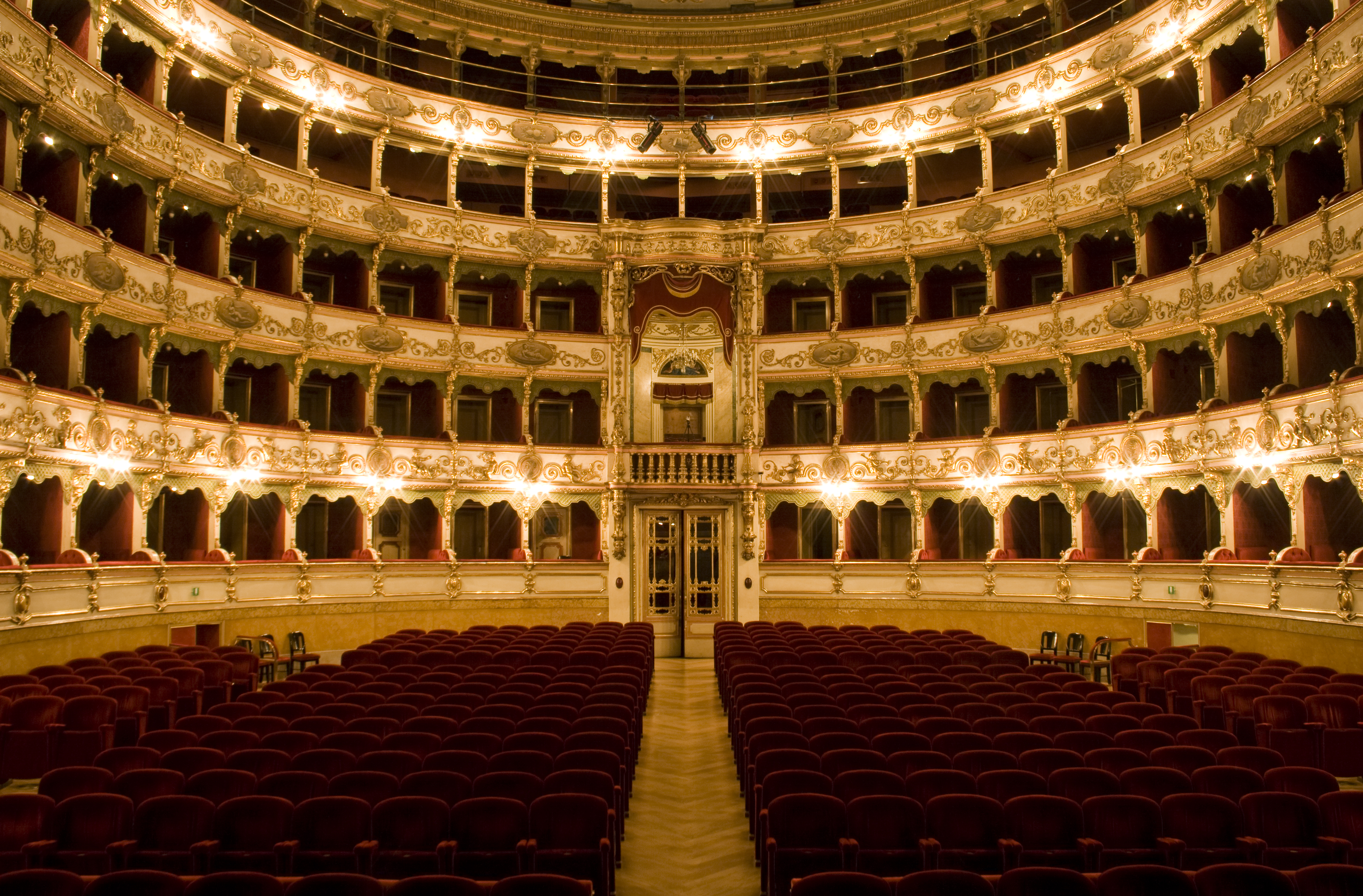
L'intérieur du Teatro Grande à Brescia.

La nouvelle version est donnée le 28 mai 1904 au Teatro Grande de Brescia, trois mois à peine après la catastrophique première à la Scala. C'est la soprano Solomiya Krushelnytska, « la plus belle et la plus charmante Butterfly » d'après Puccini, qui remplace la Storchio, l'orchestre encore dirigé par le maestro Campanini. L'œuvre triomphe, jouée dans un théâtre comble, avec de nombreuses personnalités de l'art et de la critique, acclamée par des ovations incessantes, notamment pour le compositeur et le chef d'orchestre, et pas moins de sept bis, dont un pour le chœur à bouche fermée. L'opéra suscite l'admiration générale. Le lendemain, le roi d'Italie, Victor-Emmanuel III, invite le compositeur dans sa loge à la fin de la première partie de l'acte II pour le féliciter.
L'opéra est créé peu après au Teatro de la Ópera de Buenos Aires le 2 juillet 1904 puis à Montevideo, pendant la saison hivernale australe de 1904, sous la direction d'Arturo Toscanini et avec le retour de la Storchio, avant d'être également créé peu après en Égypte, d'abord à Alexandrie au Teatro Zizinio, puis au Caire. Il est repris au Carlo Felice de Gênes le 17 novembre 1904, puis bénéficie à l'été 1905 d'une nouvelle saison hivernale en Amérique du Sud, en présence cette fois du compositeur. Conjointement, l'œuvre est jouée à Londres le 10 juillet 1905 au Royal Opera House de Covent Garden avec Emmy Destinn et Enrico Caruso.
L'opéra parcourt l'Italie avec succès: il est donné le 12 octobre 1905 au Dal Verme de Milan, le 29 octobre 1905, sous la direction de Toscanini au Teatro comunale de Bologne, le 2 janvier 1906 avec Toscanini et Krushelnytska au Teatro Regio de Turin, le 24 janvier 1906 au San Carlo de Naples, le 26 avril 1906 au Teatro Massimo de Palerme.
Il est également joué en hongrois à l'Opéra royal de Budapest, avec Elza Szamosi (hu) le 12 mai 1906. Aux États-Unis, il est donné le 15 octobre 1906, lors d'une tournée de sept mois de l'English Grand Opera Company avec Elza Szamosi (producteur Henry Wilson Savage), chantée en anglais, d'abord au théâtre Columbia (Belasco) de Washington puis, peu après, au Garden Theatre (en) de New York, le 12 novembre. La tournée ira jusqu'à Winnipeg au Canada.
Le 28 décembre 1906, Marguerite Carré crée le rôle en français dans une version française de Paul Ferrier, présentée à l’Opéra-Comique le 28 décembre 1906, qui deviendra la version standard,. Puccini trouve cette création parisienne assez décevante, notamment pour le plateau des chanteurs, mais cette production de l'Opéra-Comique restera pourtant un des plus grands succès de ce théâtre, avec 1240 représentations atteintes en 1972.

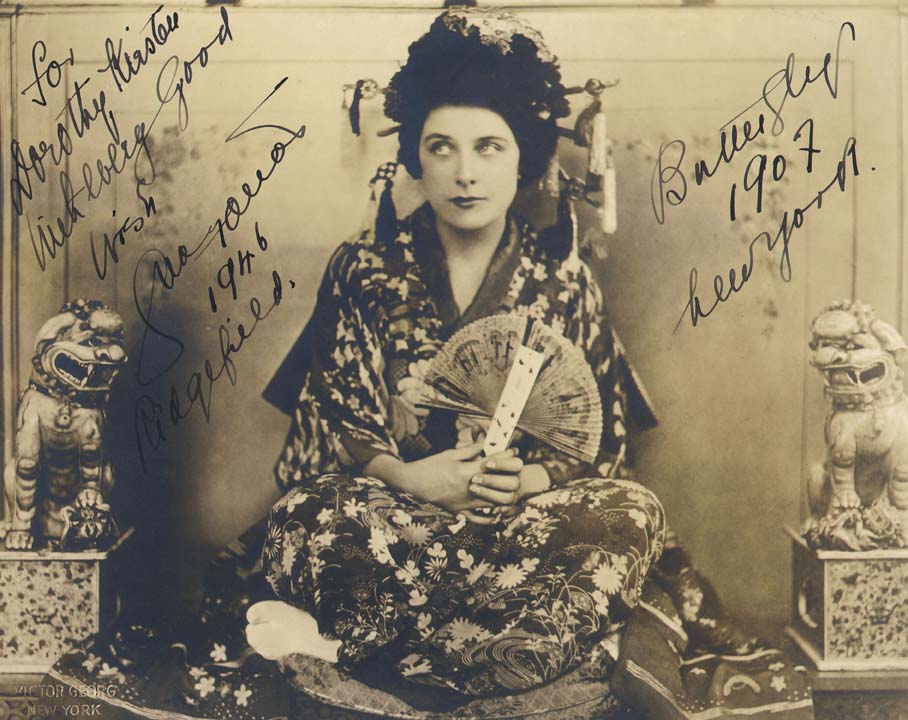
Geraldine Farrar en Madame Butterfly, 1907.

Puccini embarque ensuite à destination de New York pour la consécration que constitue une « saison Puccini » de six semaines (janvier-février 1907) au Metropolitan Opera House, avec une rétribution de huit mille dollars. On y représente Manon Lescaut, La Bohème et Tosca. Comme point d'orgue, Madame Butterfly est créée le 11 février 1907, en italien, avec un plateau des plus prestigieux (Geraldine Farrar, Enrico Caruso, Louise Homer et Antonio Scotti sous la direction d'Arturo Vigna (en)).

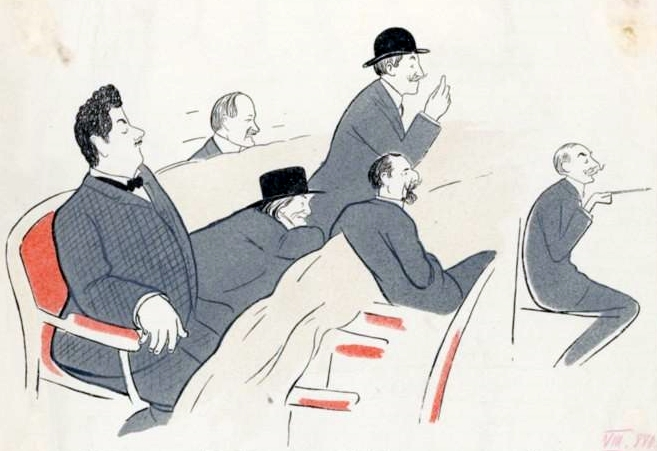
Répétition de Butterfly à l'Opéra-Comique en 1906.

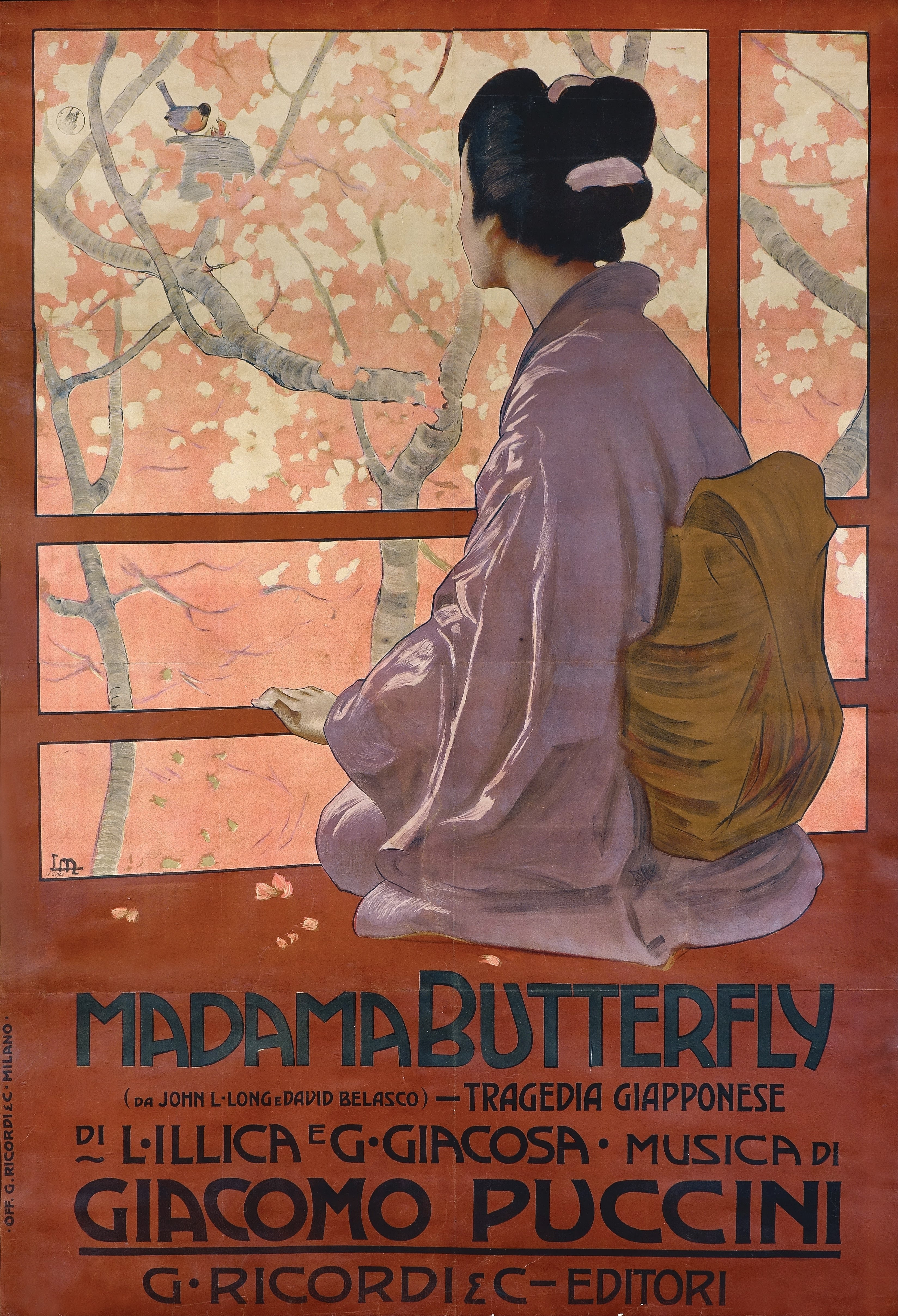
Madame Butterfly sur une affiche de Leopoldo Metlicovitz.

En Espagne, la première en espagnol est au Teatre del Bosc (actuellement Cinema Bosque (ca)) de Barcelone en août 1907. En novembre de la même année, elle débute en italien au Teatro Real de Madrid. La première au Grand théâtre du Liceu date de 1909. Toujours en 1907, elle est donnée à Rio de Janeiro, à Berlin, à Prague et à Vienne (le 31 octobre, en allemand, en présence du compositeur). Ici encore, le succès est au rendez-vous avec soixante-deux représentations en trois saisons, d'admirables décors d'Alfred Roller, avec Selma Kurz et la direction de Francesco Spetrino. Le 26 mars 1910, l'opéra arrive en Australie au Theatre Royal de Sydney (en) avec Amy Eliza Castles (en) dans le rôle-titre. L'opéra est aussi joué à Saïgon.
Enfin, en 1920, Puccini revient une dernière fois sur la partition, en rétablissant au Teatro Carcano un air supprimé de Yakusidé. Mais cette arietta est rarement jouée après, car la Casa Ricordi n'avait pas réédité cette partition depuis 1907. Le théâtre de la Fenice voulant faire rejouer la version originale de 1904, une nouvelle édition critique est commandée au musicologue Julian Smith, une première fois en 1977, puis en 1981. Cette nouvelle partition est finalement publiée en mars 1982 et jouée le 28 du même mois à Venise, en alternance avec la version en trois actes, version qui sera reprise en 1983 à Paris.
Pendant la Seconde Guerre mondiale, après l'attaque de Pearl Harbor, l'opéra n'est plus joué aux États-Unis, car jugé trop négatif quant à l'image américaine. Il contient pourtant la musique de The Star-Spangled Banner qui était alors uniquement l'hymne de l'United States Navy avant de devenir l'hymne américain. Non seulement l'hymne mais également le drapeau des États-Unis reviennent constamment tout au long du livret et des didascalies. L'opéra contient également le Kimi ga yo, l'hymne impérial japonais (lors de l'entrée en scène du commissaire impérial).
Lors de l'ouverture de la saison 2016-2017, la Scala de Milan reprend, sous la direction de Riccardo Chailly et avec la mise en scène de Alvis Hermanis, la version originale de 1904, en deux actes, reconstruite par Julian Smith et la Casa Ricordi, avec María José Siri dans le rôle-titre,,. La standing ovation ne dure pas moins de quatorze minutes, le fiasco initial de 1904 est devenu désormais un triomphe public et critique.
Au Metropolitan, il y a eu jusqu'en 2016, au total 868 représentations de Madame Butterfly, ce qui en fait le septième opéra le plus joué dans cette salle. À l'Opéra-Comique, il atteint 100 représentations en 1912, 500 en 1929, 1 000 en 1959 et 1 240 en 1972. Et c'est l'un des cinq ou six opéras les plus joués au cours du XXe siècle. Sont rapidement créées des versions chantées en anglais, français, espagnol, allemand et même en hongrois (le 12 mai 1906). De 1907 à 1927, l'opéra est ultérieurement traduit et joué dans plusieurs langues : tchèque, polonais, slovène, riksmål, suédois, croate, danois, russe, roumain, serbe, bulgare, lituanien, letton et finnois.

## Distribution
| Personnages                                                        | Tessiture     | Distribution lors de la création (17 février 1904) | Distribution de Brescia (28 mai 1904) |
| ------------------------------------------------------------------ | ------------- | -------------------------------------------------- | ------------------------------------- |
| Madama Butterfly (Cio-Cio-San)                                     | soprano       | Rosina Storchio                                    | Solomiya Krushelnytska                |
| Suzuki, sa servante                                                | mezzo-soprano | Giuseppina Giaconia                                | Giovanna Lucacevska                   |
| B. F. Pinkerton, lieutenant de la marine des États-Unis d'Amérique | ténor         | Giovanni Zenatello                                 | Giovanni Zenatello                    |
| Sharpless, consul des États-Unis d'Amérique à Nagasaki             | baryton       | Giuseppe De Luca                                   | Virgilio Bellatti                     |
| Goro, un entremetteur                                              | ténor         | Gaetano Pini-Corsi                                 | Gaetano Pini-Corsi                    |
| Il principe Yamadori                                               | ténor         | Emilio Venturini (en)                              | Fernando Gianoli Galletti             |
| Lo zio Bonzo, oncle de Cio-Cio-San                                 | basse         | Paolo Wulman                                       | Giuseppe Tisci-Rubini                 |
| Yakusidé, oncle de Cio-Cio-San                                     | basse         | Antonio Volponi                                    | Fernando Gianoli Galletti             |
| Le commissaire impérial                                            | basse         | Aurelio Viale                                      | Luigi Bolpagni                        |
| L'officier d'état civil                                            | basse         | Ettore Gennari                                     | Anselmo Ferrari                       |
| La mère de Cio-Cio-San                                             | mezzo-soprano | Teresa « Tina » Alasia                             | Serena Pattini                        |
| La tante                                                           | soprano       | Ersilia Ghissoni                                   | Adele Bergamasco                      |
| La cousine                                                         | soprano       | Palmira Maggi                                      | Carla Grementieri                     |
| Kate Pinkerton                                                     | mezzo-soprano | Margherita Manfredi                                | Emma Decima                           |
| « Dolore » (Douleur), fils de Cio-Cio-San                          | rôle muet     | Ersilia Ghissoni                                   | bambina Ersilia Ghissoni              |
| Parents, amis et amies de Cio-Cio-San, serviteurs, marins          |               | chœur                                              | chœur                                 |

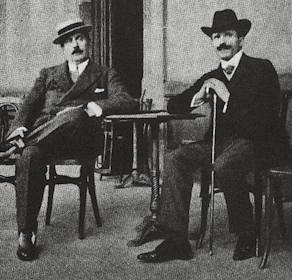
Puccini et Toscanini vers 1900.

- Lors des deux créations, le chef d'orchestre est Cleofonte Campanini (it)[23], et non Arturo Toscanini qui dirigera l'œuvre peu après, en juillet 1904, à Buenos Aires, puis en janvier 1906 au Teatro Regio de Turin[note 24]. Emmy Destinn crée le rôle-titre à Covent Garden (3e version) et Geraldine Farrar au Met, toutes les deux avec Enrico Caruso en Pinkerton.
- Dans l'ordre traditionnel de la locandina (affiche) et du programme vendu une lire le 17 février 1904[24], les personnages sont les suivants :
  - « Madame Butterfly » (Cio-Cio-San) (soprano)
  - Suzuki, la servante de Cio-Cio-San (mezzo-soprano)
  - Kate Pinkerton, [femme de Pinkerton] (mezzo-soprano)
  - Benjamin Franklin Pinkerton[note 25], lieutenant de la marine des États-Unis d'Amérique (ténor)
  - Sharpless, consul des États-Unis à Nagasaki (baryton)
  - Goro, « nakodo » (entremetteur) (ténor)
  - Il principe Yamadori (« le prince Yamadori »), [prétendant] (ténor)
  - Lo zio Bonzo (« le bonze »), [oncle de Cio-Cio-San] (basse)
  - Il commissario imperiale (« le commissaire impérial ») (basse)
  - L'ufficiale del registro (« l'officier d’état civil ») (basse)
  - [Lo zio] Yakusidé (« l'oncle Yakusidé »), oncle de Cio-Cio-San (basse)[note 26]
  - La madre di Cio-Cio-San (« la mère de Cio-Cio-San ») (mezzo-soprano, également partie du chœur)
  - La zia (« la tante [de Cio-Cio-San] ») (soprano, chœur)[note 27]
  - La cugina (« la cousine [de Cio-Cio-San] ») (soprano, chœur)
  - « Dolore » (« Douleur »), [fils de Pinkerton et de Butterfly] (rôle muet)
  - Parents, amis et amies de Cio-Cio-San, serviteurs, [marins] (chœur)[note 28]

## Résumé

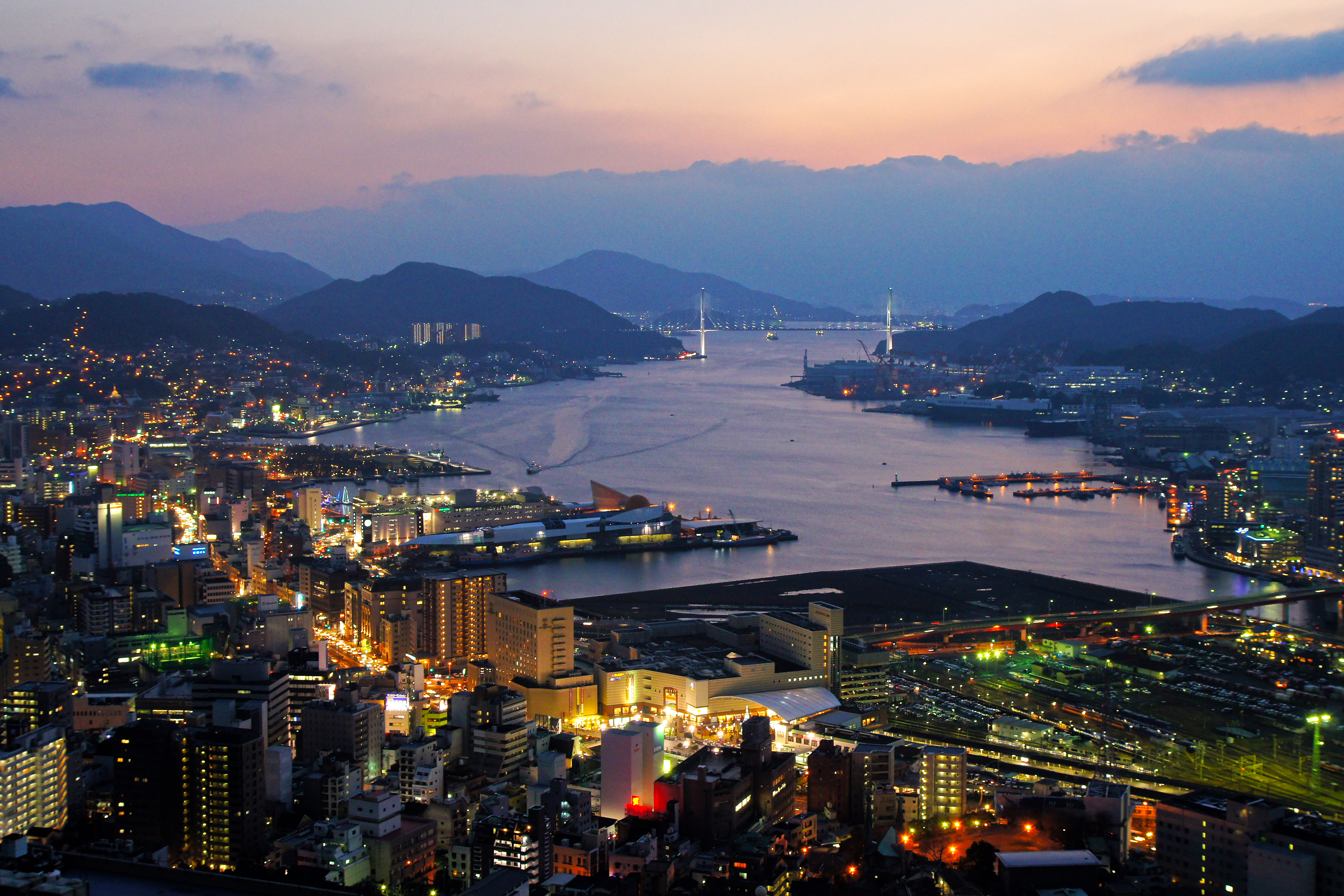
Nagasaki de nos jours.

Nagasaki, quartier d'Omara, « temps présent » [1901-1904]). Un jeune officier américain en escale, Benjamin Franklin Pinkerton, loue une maison traditionnelle et épouse à cette occasion une geisha de quinze ans, Cio-Cio-San (ce qui signifie en japonais « Madame Papillon »). Simple divertissement exotique pour lui, le mariage est pris très au sérieux par la jeune Japonaise qui renonce à sa religion. Après une cérémonie, gâchée par l'oncle bonze, se noue une brève idylle (acte I).

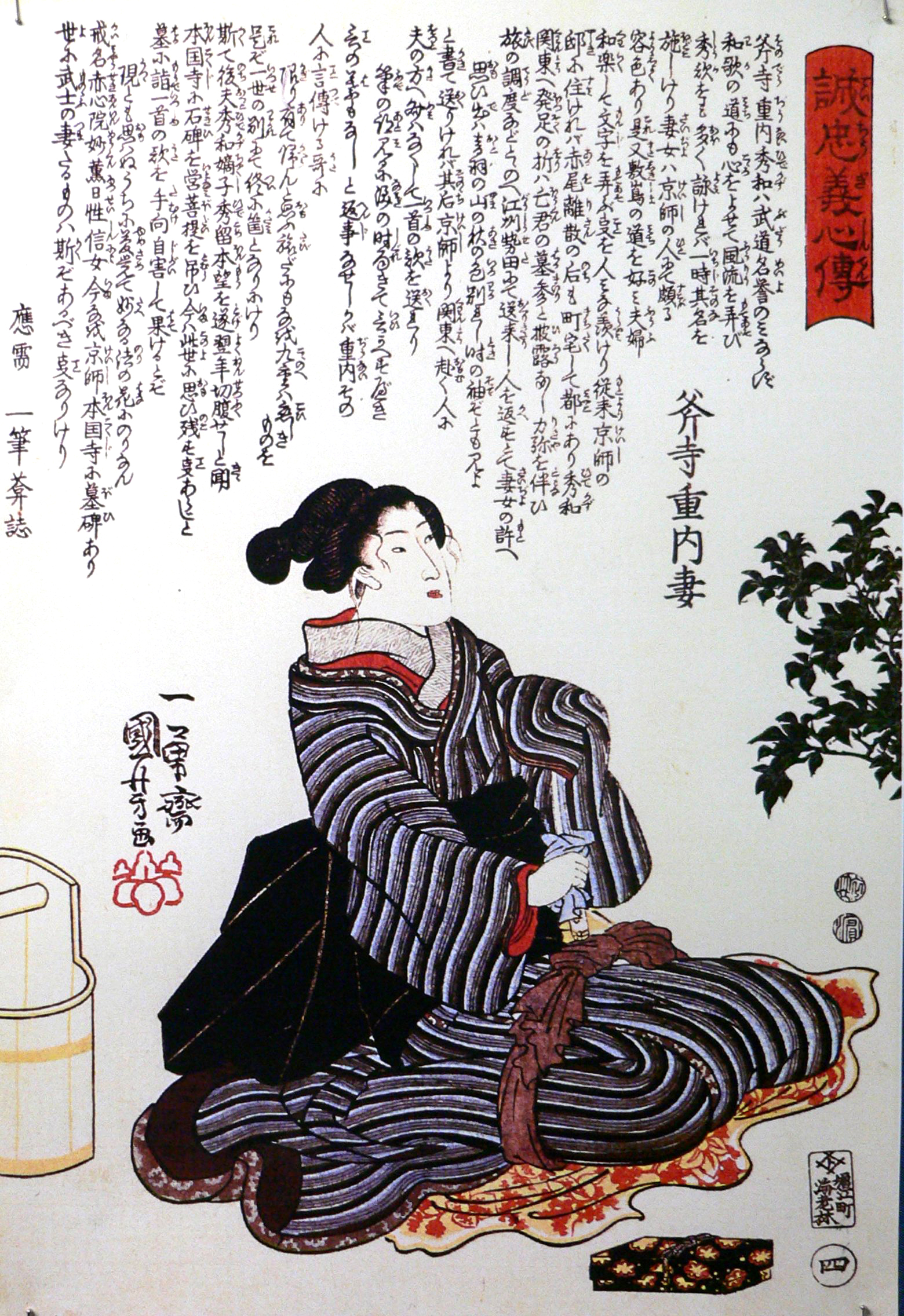
Estampe d'Utagawa Kuniyoshi représentant un jigai (1848).

Trois ans ont passé, espérant toujours le retour de Pinkerton dont elle n'a plus de nouvelles, Cio-Cio-San lui reste néanmoins fidèle et refuse des propositions alléchantes de mariage. Pinkerton revient enfin au Japon avec sa nouvelle épouse américaine et apprend qu'il a eu un fils en son absence. Quand Cio-Cio-San comprend enfin la situation, elle leur abandonne son enfant et se donne la mort par jigai, en se poignardant (acte II, en deux parties).

## Argument

### ActeI

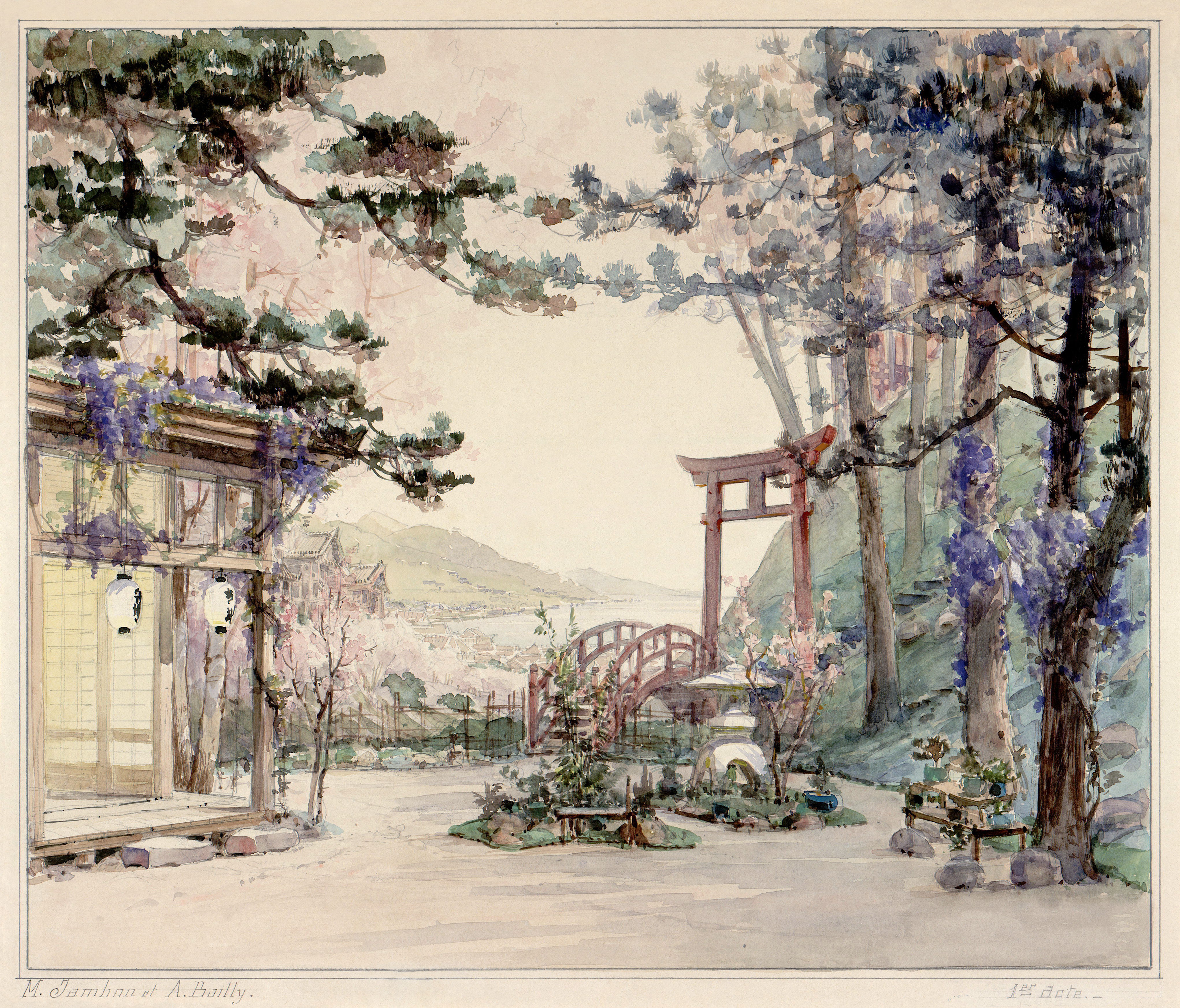
Colline près de Nagasaki, une étude en aquarelle pour l'acte de Madame Butterfly, dessinée par Alexandre Bailly et Marcel Jambon, réalisée en 1906, conservée aux Archivio storico Ricordi.

Bref prélude sous forme de fugue à quatre voix, avec une connotation dynamique qui suggère davantage le côté américain que l'exotisme japonais : exposition du « thème japonais » allegro vigoroso qui réapparaîtra tout au long de l'opéra mais à chaque fois quelque peu modifié.
Sur une colline qui domine le port et la rade de Nagasaki, en 1904, Goro, entremetteur, fait visiter à B. F. Pinkerton, officier américain de passage, la maison de style japonais, avec terrasse et jardin, que ce dernier vient de louer. Il lui montre le fonctionnement des parois mobiles, les shōji. Il lui présente ses serviteurs dont Suzuki, la servante de sa jeune fiancée, Cio-Cio-San, dite « Madame Butterfly ».
Puis arrive, essoufflé en raison de la montée, le consul américain Sharpless. Pinkerton lui explique que les contrats de location, ici, sont très précaires. On signe pour 999 ans mais on peut se dédire chaque mois ! C’est pareil pour les contrats de mariage (air « Dovunque al mondo, lo yankee vagabondo »).
Sharpless le met en garde et l’avertit de la candeur et de la sincérité de Butterfly. Pinkerton prend ce mariage comme un passe-temps et lui explique qu’il se mariera plus tard avec une « vraie épouse américaine » (« una vera sposa americana »).
Arrivée de Butterfly en tête d’un magnifique cortège avec ses amies et ses parents (air « Ecco! Son giunte »). Elle chante son bonheur. Pinkerton est sous le charme mais prend le mariage au second degré (« Che burletta ») malgré les avertissements répétés de Sharpless.
Ils entrent dans la maison. Elle lui montre quelques petits objets qu’elle a emportés, le poignard tantō avec lequel son père s’est suicidé sur ordre de l'empereur par seppuku et les Ottokés (en japonais hotoke-sama), des statuettes symbolisant les âmes de ses ancêtres. Elle lui avoue s’être convertie, en allant à la mission, au « Dieu des Américains » par amour pour lui.
Le commissaire impérial célèbre rapidement la cérémonie de mariage. Tout le monde trinque (Chanson de l'oncle Yakusidé, supprimée dans la seconde version) et se réjouit quand soudain, apparition quasi-surnaturelle, l’oncle bonze surgit ! Il maudit Butterfly qui a renié sa famille et ses ancêtres. Moment d’une grande intensité dramatique, Pinkerton prend la défense de Butterfly, chasse le bonze et tous les invités.
Restés seuls, il la réconforte. Le premier acte s’achève sur un très beau duo d’amour (« Viene la sera »). Elle se sent « seule … et reniée, reniée… et heureuse » (« Sola e rinnegata! rinnegata e felice! »). Comme le papillon, elle est épinglée pour la vie !

### ActeII, première partie

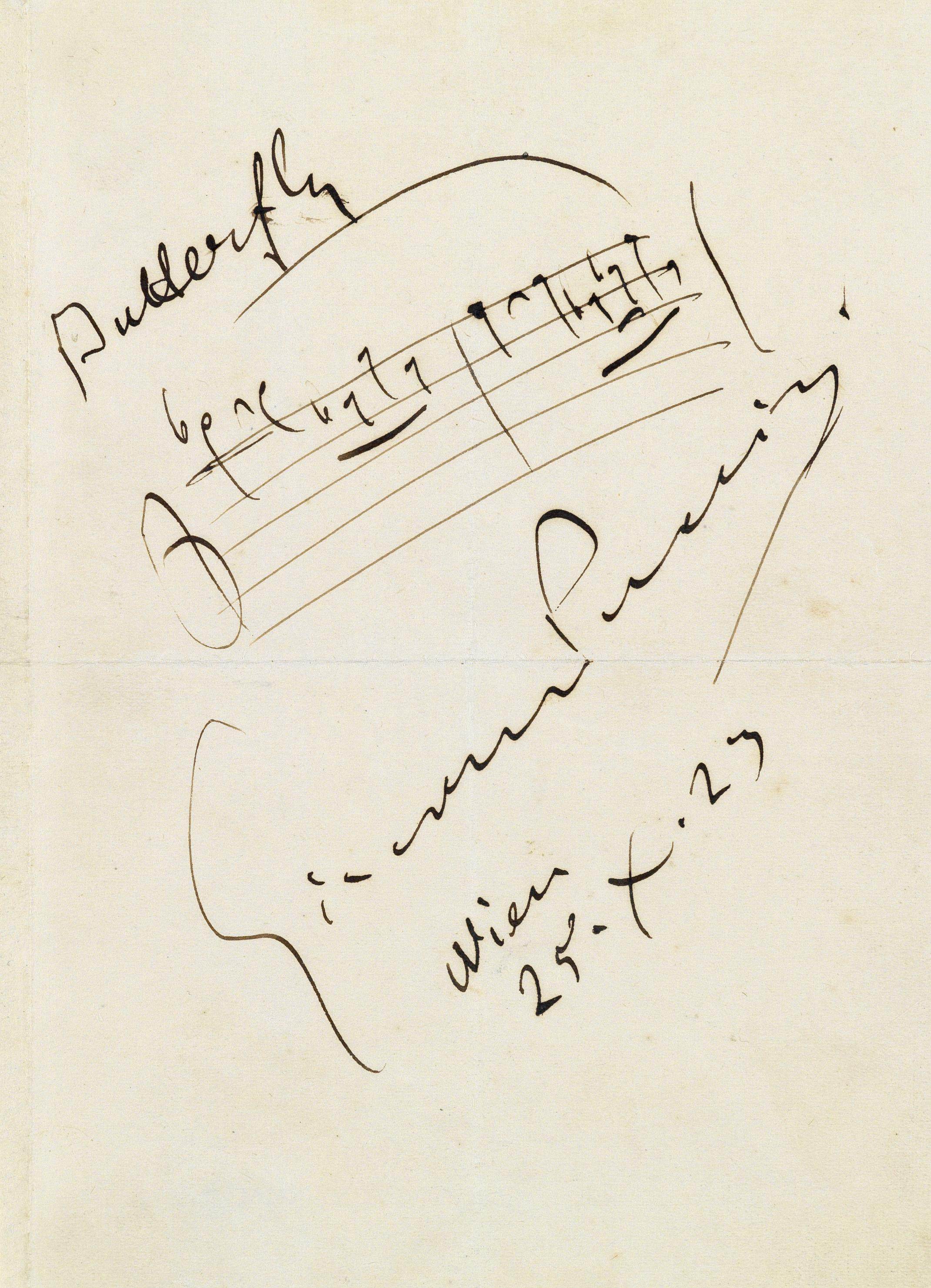
Autographe de Puccini,
le 25 octobre 1923 à Vienne,
« Un bel dì, vedremo »

Trois ans se sont écoulés depuis le départ de Pinkerton, mais Butterfly l’attend toujours. Entre-temps, sa situation financière s’est dégradée. Suzuki prie pour que Butterfly cesse de pleurer, mais sans grand espoir (« On n’a jamais vu un mari étranger revenir au nid »), tandis que Butterfly prie le « dieu américain ». Elle espère le retour de Pinkerton à la « saison où les rouges-gorges font leur nid » comme il lui avait promis (aria de Butterfly « Un bel dì, vedremo…»).
Goro et Sharpless rendent visite à Butterfly. Goro lui présente de riches prétendants, dont le prince Yamadori. Mais elle les éconduit tous car elle se considère encore comme mariée.
Sharpless commence à lui lire une lettre de Pinkerton dans laquelle celui-ci annonce à Butterfly que leur histoire est terminée, mais le consul n’ose achever sa lecture. Bouleversée, Butterfly promet qu’elle se tuera si Pinkerton ne revient pas. Puis, elle présente son enfant à Sharpless, dont ce dernier ignorait l’existence (« Che tua madre dovrà ») et assure au consul qu'elle préférerait mourir plutôt que de redevenir geisha. Profondément ému, Sharpless se retire, promettant de prévenir Pinkerton. Pendant ce temps, Goro rôde autour de la maison, répandant le bruit que l’enfant n’a pas de père.
Coup de canon ! Le navire USS Abraham Lincoln de Pinkerton entre au port et Butterfly le scrute avec sa longue-vue. Persuadées que le moment du retour est enfin arrivé, les deux femmes décorent la maison avec toutes les fleurs du jardin et Butterfly s’habille comme au premier jour pour accueillir Pinkerton.

### ActeII, seconde partie, ou ActeIII

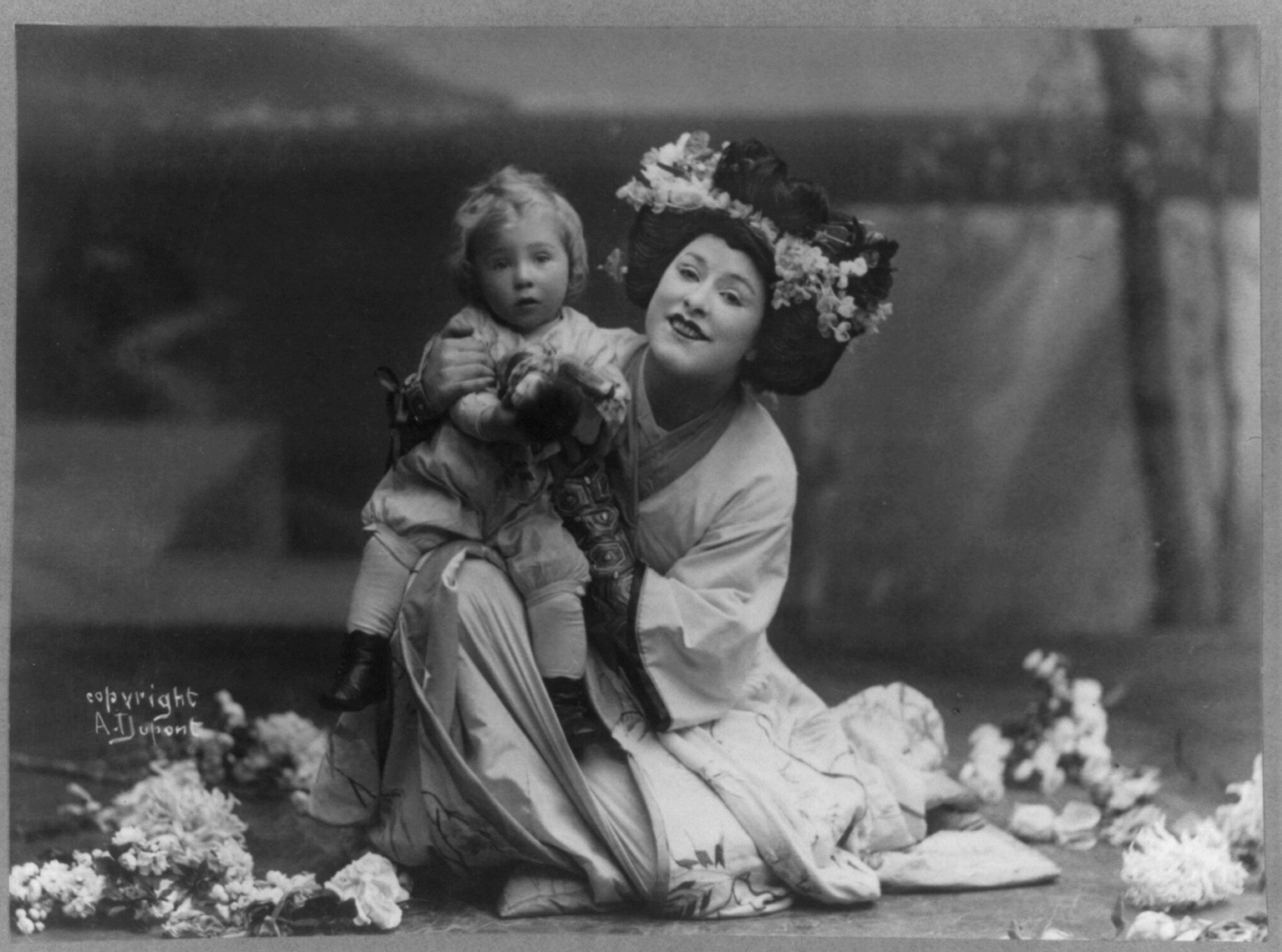
Geraldine Farrar avec « Dolore ».

Après avoir attendu en vain toute la nuit avec son enfant, au petit matin, Butterfly s’endort, épuisée.
Pinkerton et Sharpless arrivent alors avec Kate, la nouvelle épouse américaine de Pinkerton. Il demande à Suzuki de lui confier l’enfant pour assurer son avenir (trio Pinkerton-Suzuki-Sharpless). Sharpless reformule à Pinkerton ses reproches (« Ve dissi »). Pinkerton éprouve un remords sincère (air « addio, fiorito asil »), mais s'enfuit lâchement.
Kate demande l’enfant à Suzuki et promet d’en prendre soin. Butterfly se réveille, aperçoit Kate et comprend la vérité. Désespérée, elle consent à confier son fils à Pinkerton à condition qu’il vienne lui-même le chercher.

Après avoir bandé les yeux de Dolore et l'avoir envoyé jouer avec Suzuki, Butterfly se donne la mort par jigai, avec le tantō de son père sur lequel sont gravés ces mots : 

« Celui qui ne peut vivre dans l’honneur meurt avec honneur. »

Pinkerton arrive trop tard et prend le corps sans vie de Butterfly, en s'écriant à trois reprises : « Butterfly ! »

## Airs célèbres
Les passages les plus célèbres de l'opéra sont :
- le duo Pinkerton/Sharpless « Dovunque al mondo » - Acte I
- l'ensemble « Ecco! Son giunte » (Goro et les amies de Butterfly) - Acte I
- le duo Butterfly/Pinkerton « Viene la sera » (Vogliatemi bene) - Acte I
- l'air de Butterfly « Un bel dì, vedremo » - Acte II
- le « duo des fleurs » (Scuoti quella fronda) (Cio-Cio-San et Suzuki) - Acte II
- l'air de Butterfly « Che tua madre dovrà » - Acte II
- le chœur à bouche fermée qui sert de transition entre les deux parties de l'acte II original
- le duo Pinkerton/Sharpless « Addio, fiorito asil » - Acte III (ajout de la 2e version)
- l'air final de Butterfly « Con onor muore » - Acte III

## Analyse critique
« Je ne suis pas fait pour les actions héroïques. J'aime les êtres qui ont un cœur comme le nôtre, qui sont faits d'espérances et d'illusions, qui ont des élans de joie et des heures de mélancolie, qui pleurent sans hurler et souffrent avec une amertume tout intérieure. »

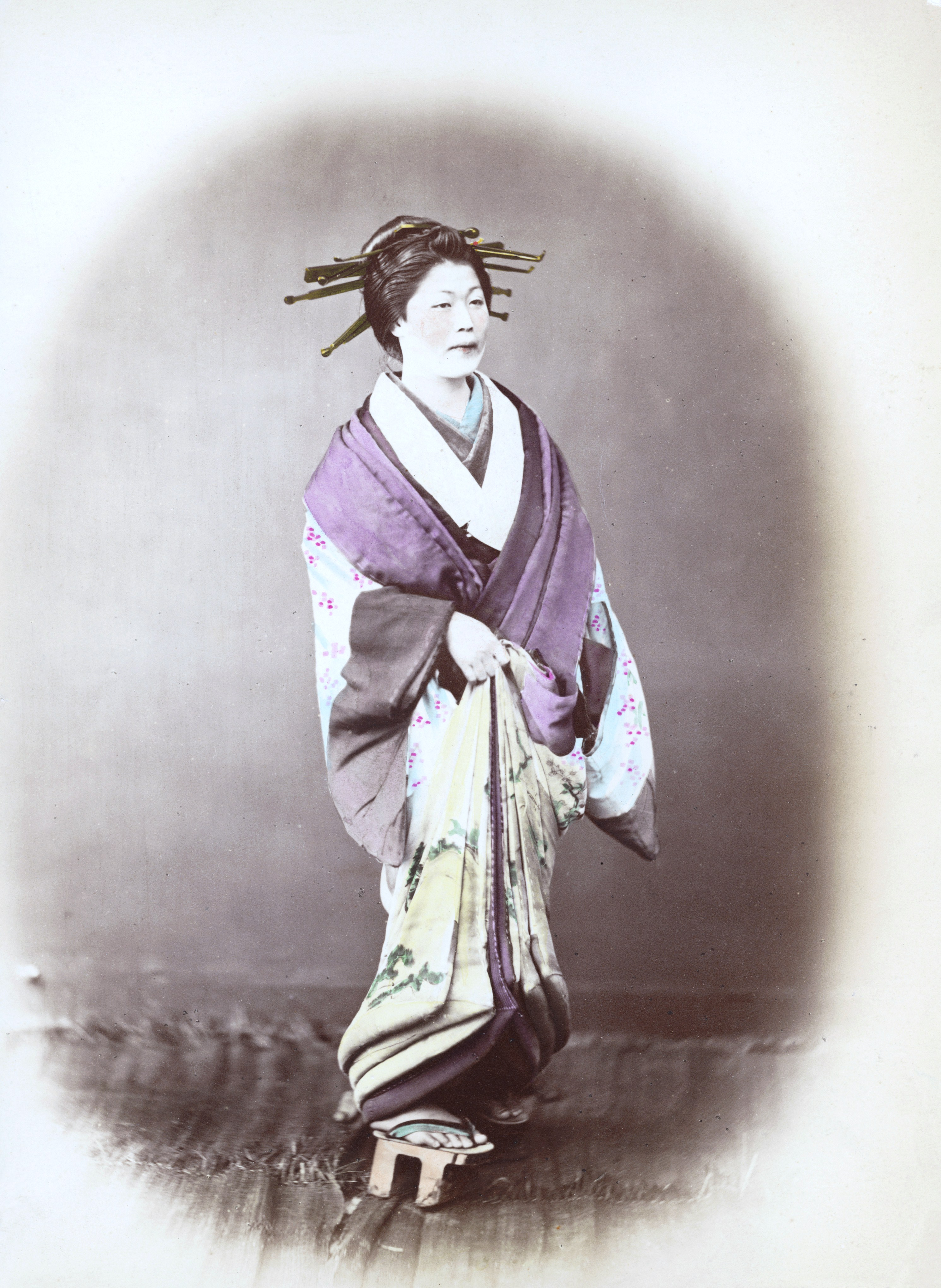
Courtisane japonaise par Felice Beato.

Selon son contemporain Ferruccio Busoni, Madame Butterfly était « indécente » et bien d'autres encore après lui ont continué à la considérer comme une œuvre commerciale, « aux contenus passablement banals, excessivement sentimentale, expression mielleuse et gâtée du goût petit-bourgeois italien de l'ère Giolitti ». En réalité, malgré ces opinions souvent suffisantes, parfois même partagées par des spécialistes et amateurs de Puccini, Madame Butterfly occupe une place de grand relief dans le panorama culturel de la fin de siècle et du début du Novecento. Qualifié de « quintessence puccinienne », il est considéré comme peut-être le plus personnel de ses opéras, pour « son atmosphère confinée à souhait, presque morbide », pour « son raffinement orchestral extrême », pour « son inspiration japonisante d'une délicatesse et d'une beauté absolue ».

« Butterfly représente le triomphe de la poétique des petites choses, des petites âmes et des petites tragédies qui, dans un cadre aussi miniature, semblent énormes. [...] Madame Butterfly constitue [en cela] un véritable condensé des conventions du temps. »

Histoire d'un amour déchirant et fatal, le chef-d'œuvre de Puccini vise un point central de la culture du décadentisme : le drame sans fin de la perte, le changement psychologique qui se vérifie dans chaque situation de perte, sans aucun deuil possible. Un principe tragique qui travaille Cio-Cio-San confrontée à la répétition sans issue de cette perte : celle de son père par seppuku, celle de sa famille et de ses amis parce qu'elle a renoncé au bouddhisme et aux ancêtres, celle de sa propre identité en devenant la pseudo Madame Pinkerton, celle d'une vie aisée en renonçant aux propositions du prince Yamadori, celle du mari qui ne revient pas et qu'elle ne reverra pas et enfin celle de son fils Dolore/Gioia auquel s'adressent ses tout derniers mots, avec une voix blanche : « Gioca, gioca » (« Joue, joue »), juste avant le tragique jigai. Les autres personnages de la tragédie restent schématiques, à l'état d'ébauches, comme des faire-valoir : 

« Puccini invite à une plongée dans cette psyché complexe dont on ne sort pas indemne. »

Malgré son caractère éminemment domestique et la patine exotique, il s'agit bien d'une authentique tragédie japonaise comme le précise son sous-titre, partagée entre un Extrême Orient fascinant et intrigant et un Extrême Occident arrogant et corrupteur. Butterfly, face à ce dilemme moral, fait alors le choix le plus difficile et courageux, en rétablissant l'ordre troublé, par son ultime et troublant sacrifice.

« Pourtant Madame Butterfly demeure surtout une fable que [Puccini] se raconte à [lui]-même, [...] et sur laquelle quatre générations de mélomanes n'ont pas encore fini de verser des larmes. »

## Orchestration
Puccini prévoit dans la partition l'emploi des instruments suivants :
| Instrumentation de Madame Butterfly                                                                                     |
| Cordes |
| quintette à cordes : violons I et II, altos, violoncelles, contrebasse, 1 harpe                                         |
| Bois |
| 3 flûtes traversières (III. jouant du piccolo), 2 hautbois, 1 cor anglais, 2 clarinettes, 1 clarinette basse, 2 bassons |
| Cuivres |
| 4 cors d'harmonie en fa, 3 trompettes en fa, 3 trombones, 1 trombone basse                                              |
| Percussions |
| timbales, tambour, triangle, cymbale, tam-tam, grosse caisse, cloches, tam-tam japonais (ad libitum)                    |

Sont en plus joués sur scène : une clochette, des cloches tubulaires, des clochettes japonaises, une viole d'amour, des sifflets d'oiseaux, un tam-tam, un tam-tam grave. Bruits de canon, de chaînes et d'ancres. La clochette est jouée par Suzuki durant sa prière au début de l'acte II, « E Izaghi ed Izanami ».
Dans cet opéra, Puccini déploie des sonorités semblables à celles, contemporaines, du Fauré de la maturité et du jeune Debussy. L'intermède qui permet la transition entre les deux parties de l'acte II en est une magnifique illustration : « Puccini transforme la tension passionnée de la première partie, là encore presque tristanesque, en une atmosphère contemplative, mariant un matériau mélodique orientalisant avec une harmonie occidentale audacieuse. Le résultat sonore est des plus modernes, jumeau de ce que créaient à la même époque Debussy et Ravel. ».

## Grands interprètes

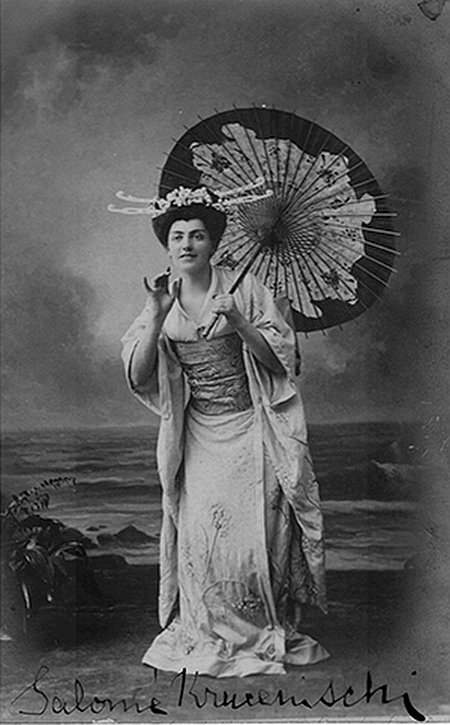
Salomea en Butterfly en 1904.

En dehors de Rosina Storchio et de Salomea Krusceniski, les deux créatrices du rôle-titre de 1904, mais qui n'ont pas été enregistrées pour cette œuvre, de nombreuses prime donne ont marqué leur temps. Dans ce même rôle de Cio-Cio-San, il faut citer : Claudia Muzio, Toti Dal Monte, Geraldine Farrar, Iris Adami Corradetti (it) et Bidu Sayão qui furent les Butterflies préférées de l'avant-guerre. Après la Seconde Guerre mondiale, la plus célèbre Butterfly demeure Renata Scotto, suivie par Victoria de los Ángeles, Renata Tebaldi, Pilar Lorengar, Anna Moffo, Raina Kabaivanska et Mirella Freni (qui toutefois ne l'interpréta jamais sur scène).
Si la voix de Renata Tebaldi est considérée par certains critiques comme celle de la toute meilleure soprano italienne du siècle, même la remarquable interprétation de Renata Scotto ne semble pas pouvoir dépasser celle de Maria Callas et ce, malgré son physique qui est loin de celui attendu pour la jeune et menue Cio-Cio-San. Il en va de même pour Leontyne Price, Martina Arroyo ou Montserrat Caballé, même si elles sont somptueuses vocalement. Plus récemment, au XXIe siècle, le rôle-titre a été celui remarqué de Cristina Gallardo-Domâs (es), de Patricia Racette, Kristine Opolais, de Lee Hye-Youn ou de María José Siri.

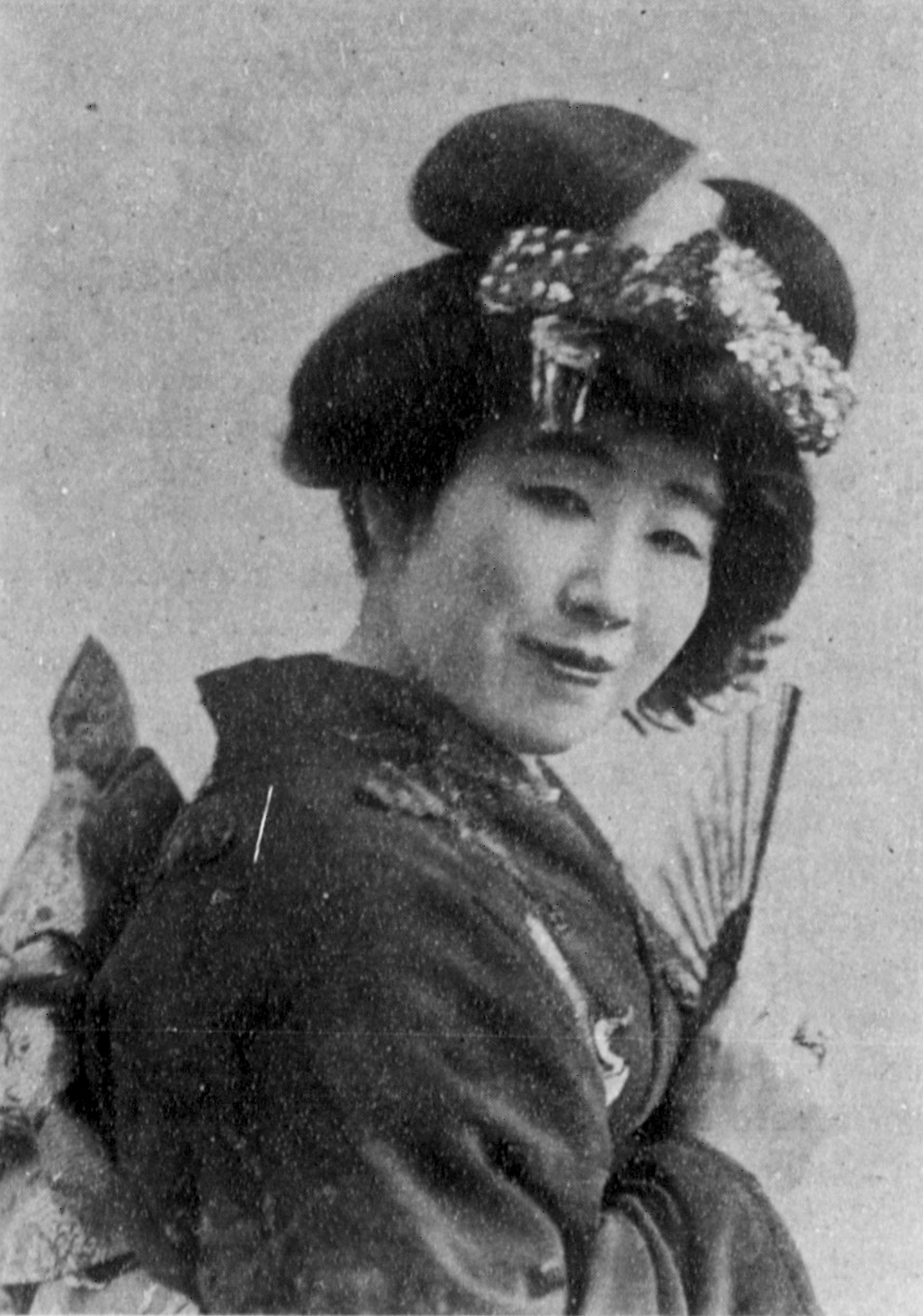
Tamaki Miura en 1916.

Entre 1915 et 1920, la Japonaise Tamaki Miura devient célèbre pour ses multiples incarnations du rôle : sa statue a été installée depuis au Glover Garden dominant la rade de Nagasaki où se déroule l'opéra. Une autre japonaise, Hiromi Ōmura, s'est également rendue célèbre grâce à ce rôle.

## Discographie
Cette discographie sélective des intégrales est notamment celle proposée pour l'écoute aux lecteurs du programme de la Scala 2016-2017 :
- 1929 : Rosetta Pampanini (Cio-Cio-San), Alejandro Granda Relayza (es) (dit Alessandro Granda) (Pinkerton), Conchita Velázquez (Suzuki), Teatro alla Scala, dirigé par Lorenzo Molajoli - Columbia, réédition Arkadia
- 1939 : Toti Dal Monte (Cio-Cio-San), Beniamino Gigli (Pinkerton), Vittoria Palombini (Suzuki), Mario Basiola (Sharpless), chœur et orchestre de l'Opéra de Rome, dirigé par Oliviero De Fabritiis - HMV ou Pearl
- 1949 : Eleanor Steber, Richard Tucker, Jean Madeira (Suzuki), Giuseppe Valdengo (Sharpless), orchestre et chœur du Metropolitan, dirigé par Max Rudolf - Sony Classical
- 1954 : Victoria de los Ángeles, Giuseppe Di Stefano, Anna Maria Canali, Tito Gobbi, opéra de Rome, dirigé par Gianandrea Gavazzeni - Testament
- 1955 : Maria Callas (Cio-Cio-San), Nicolai Gedda (Pinkerton), Lucia Danieli (pl) (Suzuki), Mario Borriello (Sharpless) - Chœur et orchestre de la Scala de Milan, dirigé par Herbert von Karajan - EMI Classics, réédité remastérisé en 2014 par Warner Classics
- 1957 : Anna Moffo (Cio-Cio-San), Cesare Valletti (Pinkerton), Rosalind Elias (Suzuki), Renato Cesari (Sharpless) - Chœur et orchestre de l'Opéra de Rome, dirigé par Erich Leinsdorf - RCA VictorRenata Tebaldi en Butterfly.

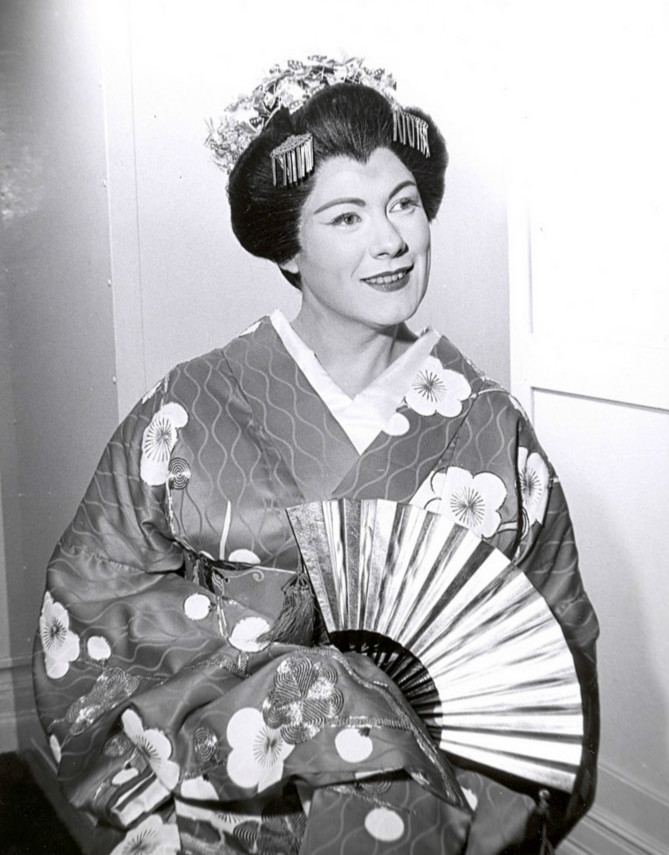
Renata Tebaldi en Butterfly.

- 1958 : Renata Tebaldi (Cio-Cio-San), Carlo Bergonzi (Pinkerton), Fiorenza Cossotto (Suzuki), Enzo Sordello (en) (Sharpless) - Chœur et orchestre de l'Académie Sainte-Cécile de Rome, dirigé par Tullio Serafin - Decca, réédité par Alto
- 1962 : Leontyne Price (Cio-Cio-San), Richard Tucker, Rosalind Elias, Philip Maero (en), orchestre et chœur de la RCA Italiana Orchestra (en), dirigé par Erich Leinsdorf - RCA Victor
- 1966 : Renata Scotto (Cio-Cio-San), Carlo Bergonzi (Pinkerton), Anna Di Stasio (Suzuki), Rolando Panerai (Sharpless) - Chœur et orchestre de l'Opéra de Rome, John Barbirolli - EMI Classics
- 1968 : Montserrat Caballé (Cio-Cio-San), Bernabé Martí, Carmen Rigal, Manuel Ausensi (en), chœur et orchestre symphonique de la radio-télévision espagnole, dirigé par Gianfranco Rivoli (ja) - Legato Classics
- 1974 : Mirella Freni (Cio-Cio-San), Luciano Pavarotti (Pinkerton), Christa Ludwig (Suzuki), Robert Kerns (en) (Sharpless) - Chœur de l'Opéra de Vienne, Orchestre philharmonique de Vienne, Herbert von Karajan - Decca
- 1978 : Renata Scotto (Cio-Cio-San), Plácido Domingo (Pinkerton), Gillian Knight (en), Ingvar Wixell, Philharmonia Orchestra et chœur Ambrosian Opera Chorus, dirigé par Lorin Maazel - CBS Masterworks
- 1983 : Raina Kabaivanska (Cio-Cio-San), Nazzareno Antinori (Pinkerton), Eleonora Jankovič (sl), Lorenzo Saccomani, orchestre et chœur des Arènes de Vérone, dirigé par Maurizio Arena - Warner
- 1988 : Mirella Freni (Cio-Cio-San), José Carreras (Pinkerton), Teresa Berganza (Suzuki), Juan Pons (Sharpless) - Ambrosian Opera Chorus, Philharmonia Orchestra, dirigé par Giuseppe Sinopoli - Deutsche Grammophon
- 1995 : Huang Ying (Cio-Cio-San), Richard Troxell (en) (Pinkerton), Liang Ning (Suzuki), Richard Cowan (Sharpless) - Chœur de Radio France, Orchestre de Paris, dirigé par James Conlon - Sony Classical
- 1995 : Maria Spacagna (Cio-Cio-San), Richard di Renzi, Sharon Graham, Erich Pace, orchestre et chœur d'État hongrois, dirigé par Charles Rosekrans, qui interprète la version de 1904 et d'autres révisions ultérieures - Vox Classics
- 1997 : Svetlana Katchour (Cio-Cio-San), Bruce Rankin, Fredrika Brillembourg, Heikki Kilpeläinen (fi), Bremen Theatre Chorus - Bremen Philharmonic State Orchestre, Théâtre de Brême, dirigé par Günter Neuhold, considéré comme le premier enregistrement mondial de la première version, celle du Teatro alla Scala du 17 février 1904 - Naxos[35]

### Vidéos
- 1986 : Yasuko Hayashi (ja), Peter Dvorský, Kim Hak-nam, Giorgio Zancanaro, dirigé par Lorin Maazel, mise en scène Keita Asai, Arthaus
- 2003 : Cheryl Barker (en), Martin Thompson, Catherine Keen, dirigé par Edo de Waart, mise en scène de Robert Wilson, Opus Arte
- 2004 : Daniela Dessì, Fabio Armiliato (en), Rossana Rinaldi, Juan Pons, dirigé par Plácido Domingo, mise en scène de Stefano Monti lors du festival puccinien de Torre del Lago, Dynamic
- 2009 : Angela Gheorghiu, Jonas Kaufmann, Enkelejda Shkoza (sq), Fabio Capitanucci, dirigé par Antonio Pappano, Emi Classics
- 2010 : Patricia Racette, Marcello Giordani (it), Maria Zifchak, Dwayne Croft, mise en scène de Anthony Minghella au Met, dirigé par Patrick Summers (en), Sony Video.
- 2012 : Alexia Voulgaridou, Teodor Ilincăi (en), Cristina Damian (de), Lauri Vasar, dirigé par Alexander Joel (de) et mise en scène Vincent Boussard, Arthaus

## Filmographie
- 1915 : Madame Butterfly, film muet de Sidney Olcott, avec Mary Pickford, d'après l'histoire éponyme de John Luther Long[36].
- 1917 : Come morì Butterfly, film italien d'Emilio Graziani-Walter, avec Rosina Storchio[37].
- 1919 : Harakiri de Fritz Lang, film muet colorisé, avec Paul Biensfeldt, Lil Dagover, Georg John et Niels Prien, d'après la pièce de théâtre Madame Butterfly de David Belasco.
- 1922 : Fleur de lotus, film muet en Technicolor bichrome, inspiré de l'opéra, avec Anna May Wong.

L'histoire est transposée en Chine.
- 1932 : Madame Butterfly, adaptation non chantée, mise en scène par Marion Gering, avec Sylvia Sidney et Cary Grant.

Le scénario est basé sur la pièce de Belasco et le livret de l'opéra. La musique de fond du film est adaptée de l'opéra de Puccini.
- 1939 : Le Songe de Butterfly (Il sogno di Butterfly), film italien de Carmine Gallone, avec Maria Cebotari et Fosco Giachetti.
- 1940 : Ochō Fujin no Gensō (お蝶夫人の幻想?) (Madame Butterfly's illusion), film japonais de 12 minutes en animation de silhouettes[38],[39],[40].
- 1954 : Madame Butterfly (Madama Butterfly), adaptation italo-japonaise à l'écran de l'opéra, dirigée par Carmine Gallone, produite conjointement par Cineriz et la Tōhō.

Le film est tourné en Technicolor à Cinecittà à Rome. L'actrice japonaise Kaoru Yachigusa joue Cio-Cio San, et le ténor italien Nicola Filacuridi, Pinkerton, avec des acteurs japonais et italiens, doublés par des chanteurs d'opéra italiens.
1956 : Hu die fu ren (Madame Butterfly), film chinois de Wen Yi avec Li Li-Hua dans le rôle titre.
- 1974 : Madame Butterfly, opéra filmé de Jean-Pierre Ponnelle. Le film réunit une distribution prestigieuse : Mirella Freni (Butterfly), Placido Domingo (Pinkerton), Christa Ludwig (Suzuki), Michel Sénéchal (Goro), Robert Kerns (en) (Sharpless), Chœur de l'Opéra de Vienne et Orchestre philharmonique de Vienne sous la direction de Herbert von Karajan.
- 1993 : Opéra imaginaire, film musical d'animation, segment « Un bel dì, vedremo », de Jonathan Hills.
- 1995 : Madame Butterfly, film d'opéra de Frédéric Mitterrand, avec Ying Huang et Richard Troxell (en), sous la direction de James Conlon.
- 2012 : Madame Butterfly, opéra filmé de Moffatt Oxenbould (en), à Melbourne, Opera Australia, avec Hiromi Ōmura, James Egglestone, Barry Ryan.

## Adaptations

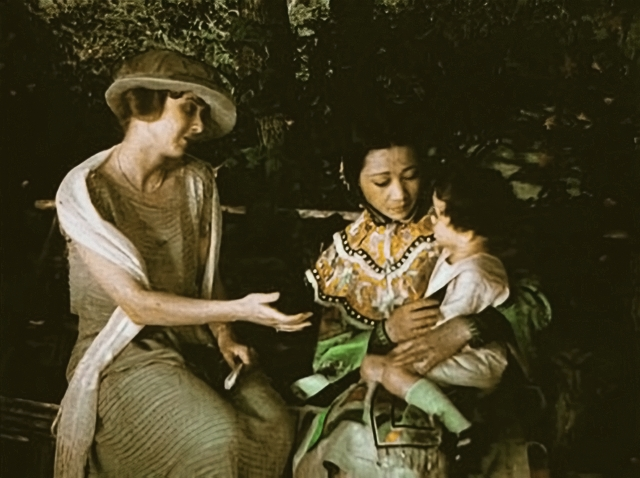
Anna May Wong berce l'enfant dans le film de 1922 The Toll of the Sea.

- 1927 : Le Pavot rouge (Красный мак) est un ballet russe, écrit sur un livret de Mikhaïl Kourilko et une musique de Reinhold Glière. Le scénario tient de Carmen et de Madame Butterfly. Le sujet traite de l’idylle d’un capitaine de vaisseau russe et d’une danseuse chinoise de cabaret, le tout sur fond de révolte des Boxers et de fraternisation des troupes révolutionnaires soviétiques dans un empire dominé par les danses occidentales, charleston et foxtrot. La danseuse jette au capitaine un pavot rouge, elle lui sauve la vie au troisième acte pendant la révolte, tandis que son « patron » tire sur elle profitant du désordre populaire : en mourant, elle tend à une petite fille la même fleur, symbole ambigu de liberté.
- 1931 : Concise Chōchō-san, un spectacle de la revue Takarazuka[41]
- 1938 : « J'attendrai », chanson française de Rina Ketty, inspirée du chœur à bouche fermée de l'acte II, via la chanson italienne « Tornerai ».
- 1939 : First Love est un film musical américain réalisé par Henry Koster, avec Deanna Durbin qui chante en anglais l'air « Un bel dì, vedremo ».
- 1962 : Ma geisha (My Geisha) est un film américain réalisé par Jack Cardiff, sorti en 1962, avec Shirley MacLaine et Yves Montand. C'est une comédie sur la production d'une adaptation cinématographique américaine de l'opéra au Japon.
- 1984 : L'imprésario de pop britannique Malcolm McLaren écrit et joue un morceau, Madame Butterfly (Un bel dì vedremo), produit par Stephen Hague, basé sur l'opéra et contenant ladite aria. Le morceau fait partie de l'album Fans qui contient d'autres adaptations d'airs d'opéras.
- 1987 : Le film Liaison fatale (Fatal Attraction), avec Michael Douglas et Glenn Close, fait de nombreuses références à Madame Butterfly, et la bande-son contient des extraits de l'opéra[42],[43].
- 1988 : Dans la pièce de David Henry Hwang (en), M. Butterfly, l'histoire vraie d'un diplomate français et d'une chanteuse d'opéra chinoise, Shi Pei Pu, Butterfly y est dénoncée comme étant un stéréotype occidental d'une Asiatique timide et soumise.
- 1988 : Le comic book et la telenovela mexicains El pecado de Oyuki (Le Pêché d'Oyuki) sont inspirés par Madame Butterfly. L'histoire, écrite par Yolanda Vargas Dulché, raconte d'une jeune geisha amoureuse du fils de l'ambassadeur britannique au Japon[44].
- 1989 : Miss Saigon, comédie musicale de Claude-Michel Schönberg et Alain Boublil.

L'histoire est transposée au Vietnam et en Thaïlande, avec comme décor la guerre du Viêt Nam et la chute de Saïgon.
- 1993 : David Cronenberg dirige M. Butterfly, une adaptation de la pièce de David Henry Hwang (en) de 1988.
- 1995 : Frédéric Mitterrand dirige une version filmée de l'opéra en Tunisie, avec Richard Troxell et la chanteuse chinoise Ying Huang dans les rôles principaux.
- 1995 : Le chorégraphe australien Stanton Welch crée un ballet, d'après l'opéra, pour l'Australian Ballet[45].
- 1996 : Le groupe rock Weezer s'est inspiré de Madame Butterfly pour son second disque Pinkerton. Celui-ci contient des références à l'œuvre de Puccini et à ses personnages, particulièrement sur le dernier morceau de l'album, Butterfly. Une carte du monde fictive incluse dans la pochette du disque contient également des références à Sharpless et Cio-Cio-San. Enfin, un extrait de l'opéra, en italien est inscrit autour du disque compact même.
- 1997 : Un bel dì vedremo est un film italien de Tonino Valerii, sur une idée de Kon Ichikawa, avec Massimo Girotti, Giuliano Gemma et la soprano Raina Kabaivanska.
- 2004 : Pour le centième anniversaire de Madama Butterfly, Shigeaki Saegusa compose Jr. Butterfly sur un livret de Masahiko Shimada. Cette suite, dont l'action se situe en 1942, pendant la guerre du Pacifique, Jr. Butterfly (J. B.), un agent du renseignement américain à Kobe qui tombe amoureux d'une jeune Japonaise appelée Naomi.
- 2004 : Pour le centième anniversaire de la première représentation de Madame Butterfly, la Zecca dello Stato émet une pièce de collection de cinq euros en argent, consacrée à « Madama Butterfly 1904-2004 ». Cette pièce remporte en 2006 le prix international Coin of the Year (en) (pièce de l'année)[46].
- 2013 : Cho Cho, drame musical de Daniel Keene, musique de Cheng Jin, dont l'action se déroule à Shanghaï dans les années 1930[47].
- 2013 : The Girl from Nagasaki, film musical germano-américano-nippo-italien coécrit et réalisé par Michel Comte et Ayako Yoshida.